# Tabanus spodopteroides
Tabanus spodopteroides is een vliegensoort uit de familie van de dazen (Tabanidae). De wetenschappelijke naam van de soort is voor het eerst geldig gepubliceerd in 1969 door Olsufjev, Moucha & Chvala.